# Loogootee
Loogootee – miasto w Stanach Zjednoczonych, w stanie Indiana, w hrabstwie Martin.